# Hayashi Razan
Hayashi Razan (林 羅山, 1583 - March 7, 1657), também conhecido como Hayashi Dōshun, foi um filósofo neoconfucionista que serviu como um tutor e conselheiro para os primeiros quatro xoguns do bakufu Tokugawa. Ele também é conhecido pela primeira lista das Três Vistas do Japão. Razan foi o fundador do clã Hayashi dos acadêmicos confucionistas.
Razan foi um acadêmico, professor e administrador influente. Junto com seus filhos e netos, credita-se a ele o estabelecimento da doutrina neoconfucionista oficial do xogunato Tokugawa. A ênfase de Razan nos valores inerentes à perspectiva conservadora estática forneceu os fundamentos intelectuais do bakufu Edo. Razan também reinterpretou o xintoísmo e assim criou uma fundação para o desenvolvimento do xintoísmo confucionista que se desenvolveu no século XX.
A fundação intelectual da obra da vida de Razan foi baseada em estudos antigos com Fujiwara Seika (1561–1619), o primeiro estudioso japonês que é conhecido por estudo aprofundado de Confúcio e os comentaristas confucianos. Este nobre kuge havia se tornado um sacerdote budista; mas a insatisfação de Seika com a filosofia e as doutrinas do budismo levaram-no ao estudo do confucionismo. No devido templo, Seika chamou outros estudiosos motivados a juntar-se a ele nos estudos que foram influenciados em grande parte pela obra do neoconfucionista chinês Zhu Xi (ou Chu Hsi), um sábio do período Sung.  Zhu Xi e Seikwa enfatizavam o papel do indivíduo como um funcionário da sociedade que se instala naturalmente em uma certa forma de hierarquia. Ele separava as pessoas em quatro classes distintas: samurai (classe governante), agricultores, artesãos e mercadores.

## Acadêmico
Razan desenvolveu uma mistura prática das crenças e práticas xintoístas e confucionistas. Essa construção coerente de ideias inter-relacionadas levou eles próprios a um programa bem aceito de protocolos educacionais, de treinamento e de testes samurai e burocrata. Em 1607, Hayashi foi aceito como um conselheiro político para o segundo xogum, Tokugawa Hidetada.
Razan tornou-se o reitor da Academia Confuciana de Edo, o Shōhei-kō (depois conhecido como Yushima Seidō) que foi construído em terras oferecidas pelo xogum. Essa instituição permaneceu no ápice do sistema educacional e de treinamento nacional, que foi criado e mantido pelo xogunato Tokugawa. Razam tinha o título honorífico de Daigaku-no kami, que se tornou hereditário em sua família. A sua posição como líder do Seidō também se tornou hereditária na família Hayashi. Daigaku-no-kami,no contexto da hierarquia do xogunato Tokugawa, efetivamente se traduz como "Líder da Universidade do Estado".
No contexto que seu pai gerou, Hayashi Gahō (anteriormente Harukatsu), trabalhou na edição de uma crônica dos imperadores japoneses compilada em conformidade com os princípios de seu pai. O Nihon Ōdai Ichiran desenvolveu-se em um texto de sete volumes que foi concluído em 1650. O próprio Gahō foi aceito como um estudioso notável nesse período. Mas as ligações de Hayashi e do Shōhei-kō com a circulação da obra são parte de uma explicação da popularidade desta obra no século XVIII ou XIX. Os leitores contemporâneos devem ter encontrado algum grau de utilidade neste sumário escrito a partir de reigostrs históricos.
A narrativa de Nihon Ōdai Ichiran para por volta de 1600, provavelmente em respeito às sensibilidades do regime Tokugawa. O texto de Gahō não cointuou até os dias presentes, mas ao invés disso, ele concluiu suas crônicas um pouco antes do último governante pré-Tokugawa. Este livro foi publicado em meados do século XVII e foi reimpresso em 1803, "talvez porque ele era uma obra de referência necessária para os oficiais."
O sucessor de Razan como principal estudioso de Tokugawa foi seu terceiro filho, Gahō. Após a morte de Razan, Gahō terminou a obra que seu pai começou, incluindo um grande número de outras obras criadas para ajudar os leitores a aprender a história do Japão. Em 1670, a reputação acadêmica da família Hayashi foi polida quando Gahō publicou os 310 volumes de A História Compreensiva do Japão (本朝通鑑/ほんちょうつがん,Honchō-tsugan).
As escritas de Razan foram compiladas, editadas e postumamente publicadas por Hayashi Gahō e seu irmão mais novo, Hayashi Dokkōsai (antigamente Morikatsu):
- Hayashi Razan bunshū (as Obras Completas de Hayashi Razanreimpresso em 1918
- Razan sensei isshū (Poemas do Mestre Razan), reimpresso em 1921

O neto de Razan, Hayashi Hōkō (antigamente Nobuatsu), dirigiu o Yushima Seidō e ostentou o título herdado Daigaku-no kami. O progênito de Hōkō continuaria a obra iniciada no século XVIII pelo patriarca Hayashi.

## Teórico político
Como um teórico político, Hayashi Daigaku-no-kami Razan viveu para testemunhar sua teoria filosófica e pragmática tornar a base da ideologia dominante do bakufu até o final do século XVIII. Esta evolução desenvolvida em parte da equiparação de Razan entre os samurais e a classe governante culta (embora os samurais fossem em sua maioria analfabetos no início do xogunato Tokugawa). Razan ajudou a legitimar o papel do bakufu militar no começo de sua existência. Sua filosofia também é importante no sentido de que encorajou a classe samurai a cultivar eles próprios, uma tendência que se espalharia durante sua vida e além. O aforismo de Razan encapsula esta visão:
"Nenhum aprendizado verdadeiro sem armas e nenhumas armas sem aprendizado."
Hayashi Razan e sua família teriam um papel importante em ajudar a cristalizar os fundamentos teóricos do regime Tokugawa.
Em janeiro de 1858, seria Hayashi Akira, o descendente hereditário Daigaku-no-kami de Hayashi Razan que dirigiria a delegação bakufu que buscou conselho do imperador em decidir como lidar com as potências estrangeiras.  Esta seria a primeira vez que o conselho do Imperador foi ativamente buscado desde o estabelecimento do xogunato Tokugawa. A consequência mais facilmente identificada dessa abertura de transição seria o número crescente de mensageiros que fluíam constantemente entre Tóquio e Quioto durante a década seguinte. Não há ironia no fato deste estudioso/burocrata do século XIX se encontraria em um nexo fundamental administrando a mudança política – movendo-se sem ter dúvidas através de águas desconhecidas com teorias bem assentadas como o único guia.